# Neptune Range
Il Neptune Range è una catena montuosa antartica lunga 112 km, situata a ovest-sudovest del Forrestal Range, nella parte centrale dei Monti Pensacola in Antartide. 
La catena è composta dal Washington Escarpment, con le sue dorsali, valli e picchi associati, dall'Iroquois Plateau, oltre che dalle Schmidt Hills e Williams Hills.

## Denominazione
La catena montuosa fu scoperta e fotografata il 13 gennaio 1956 nel corso di un volo transcontinentale nonstop dai membri dell'Operazione Deep Freeze I  della U.S. Navy in volo dal Canale McMurdo al Mar di Weddel e ritorno. L'intera catena dei Monti Pensacola è stata mappata dettagliatamente nel 1967-68 dall'United States Geological Survey (USGS) sulla base di rilevazioni e foto aeree scattate dalla U.S. Navy nel periodo 1956-67 utilizzando anche le tecniche di aerofotogrammetria con l'uso di tre fotocamere aviotrasportate.
La denominazione è stata assegnata dall'Advisory Committee on Antarctic Names (US-ACAN) in onore del Lockheed P2V Neptune, l'aereo utilizzato per il volo transcontinentale del 1956.

## Vette principali
- Astro Peak (83°29′S 57°00′W).[2]
- Mount Dasinger  (83°13′S 55°03′W).[3]
- Mount Torbert (83°30′S 54°25′W).[4]

## Elementi di interesse geografico
- Gillies Rock (83°07′S 54°45′W).[5]

## Altri elementi di interesse geografico
Gli altri elementi di interesse geografico comprendono:

### Williams Hills
- Monte Hobbs
- Pillow Knob
- Roderick Valley
- Teeny Rock

### Schmidt Hills
- Monte Coulter
- Monte Gorecki
- Monte Nervo
- Pepper Peak
- Robbins Nunatak
- Wall Rock

### Altri punti di interesse geografico
- Baker Ridge
- Barnes Icefalls
- Bennett Spires
- Berquist Ridge
- Brown Ridge
- Childs Glacier
- Drury Ridge
- Elbow Peak
- Elliott Ridge
- Elmers Nunatak
- Final Rock
- Foundation Ice Stream
- Gale Ridge
- Gambacorta Peak
- Hannah Ridge
- Heiser Ridge
- Hill Nunatak
- Hinckley Rock
- Hudson Ridge
- Jones Valley
- Kaminski Nunatak
- Kinsella Peak
- Loren Nunataks
- Madey Ridge
- Meads Peak
- Median Snowfield
- Miller Valley
- Mount Bragg
- Mount Cowart
- Mount Dover
- Mount Ege
- Mount Feldkotter
- Mount Hawkes
- Mount Kaschak
- Mount Moffat
- Neith Nunatak
- Nelson Peak
- Patrick Nunatak
- Ramsey Cliff
- Rivas Peaks
- Seay Nunatak
- Seely Ridge
- Serpan Peak
- Spanley Rocks
- Torbert Escarpment
- Washington Escarpment
- Webb Nunataks
- West Prongs
- Wiens Peak